# Hyperaea femoralis
Hyperaea femoralis là một loài ruồi trong họ Tachinidae.